# Dinhac
Dinhac (en francès Dignac) és un municipi francès situat al departament del Charente i a la regió de la Nova Aquitània. L'any 2007 tenia 1.289 habitants.

## Demografia

### Població
El 2007 la població de fet de Dignac era de 1.289 persones. Hi havia 531 famílies de les quals 126 eren unipersonals (59 homes vivint sols i 67 dones vivint soles), 185 parelles sense fills, 185 parelles amb fills i 35 famílies monoparentals amb fills.
La població ha evolucionat segons el següent gràfic:
Habitants censats

### Habitatges
El 2007 hi havia 614 habitatges, 534 eren l'habitatge principal de la família, 31 eren segones residències i 49 estaven desocupats. 596 eren cases i 16 eren apartaments. Dels 534 habitatges principals, 427 estaven ocupats pels seus propietaris, 95 estaven llogats i ocupats pels llogaters i 13 estaven cedits a títol gratuït; 4 tenien una cambra, 15 en tenien dues, 81 en tenien tres, 168 en tenien quatre i 267 en tenien cinc o més. 393 habitatges disposaven pel capbaix d'una plaça de pàrquing. A 217 habitatges hi havia un automòbil i a 283 n'hi havia dos o més.

### Piràmide de població
La piràmide de població per edats i sexe el 2009 era:
| Homes | Edats   | Dones |
| ----- | ------- | ----- |
| 0     | 95 o +  | 0     |
| 0     | 90 a 94 | 0     |
| 4     | 85 a 89 | 12    |
| 8     | 80 a 84 | 12    |
| 4     | 75 a 79 | 20    |
| 16    | 70 a 74 | 32    |
| 28    | 65 a 69 | 28    |
| 56    | 60 a 64 | 36    |
| 28    | 55 a 59 | 44    |
| 56    | 50 a 54 | 36    |
| 56    | 45 a 49 | 68    |
| 56    | 40 a 44 | 68    |
| 36    | 35 a 39 | 44    |
| 20    | 30 a 34 | 40    |
| 44    | 25 a 29 | 36    |
| 36    | 20 a 24 | 28    |
| 52    | 15 a 19 | 56    |
| 24    | 10 a 14 | 48    |
| 44    | 5 a 9   | 52    |
| 32    | 0 a 4   | 40    |

## Economia
El 2007 la població en edat de treballar era de 819 persones, 601 eren actives i 218 eren inactives. De les 601 persones actives 549 estaven ocupades (286 homes i 263 dones) i 53 estaven aturades (25 homes i 28 dones). De les 218 persones inactives 97 estaven jubilades, 54 estaven estudiant i 67 estaven classificades com a «altres inactius».

### Ingressos
El 2009 a Dignac hi havia 544 unitats fiscals que integraven 1.328 persones, la mediana anual d'ingressos fiscals per persona era de 18.313 €.

### Activitats econòmiques
Dels 57 establiments que hi havia el 2007, 2 eren d'empreses alimentàries, 1 d'una empresa de fabricació de material elèctric, 3 d'empreses de fabricació d'altres productes industrials, 20 d'empreses de construcció, 8 d'empreses de comerç i reparació d'automòbils, 4 d'empreses de transport, 1 d'una empresa d'hostatgeria i restauració, 1 d'una empresa d'informació i comunicació, 4 d'empreses financeres, 3 d'empreses immobiliàries, 3 d'empreses de serveis, 4 d'entitats de l'administració pública i 3 d'empreses classificades com a «altres activitats de serveis».
Dels 26 establiments de servei als particulars que hi havia el 2009, 1 era una oficina de correu, 1 una oficina bancària, 2 tallers de reparació d'automòbils i de material agrícola, 5 paletes, 3 guixaires pintors, 5 fusteries, 4 lampisteries, 2 electricistes, 2 perruqueries i 1 restaurant.
Dels 4 establiments comercials que hi havia el 2009, 2 eren fleques i 2 floristeries.
L'any 2000 a Dignac hi havia 24 explotacions agrícoles que ocupaven un total de 900 hectàrees.

## Equipaments sanitaris i escolars
L'únic equipament sanitari que hi havia el 2009 era una farmàcia.
El 2009 hi havia una escola elemental.

## Poblacions més properes
El següent diagrama mostra les poblacions més properes.